# 보광초등학교
보광초등학교는 대한민국 충청북도 괴산군 사리면 사담리에 있는 공립 초등학교이다.

## 연혁
- 1936년 6월 16일 사리공립보통학교로 개교
- 1938년 4월 1일 사리제1공립심상소학교로 개칭
- 1941년 4월 1일 보광공립국민학교로 개칭
- 1982년 3월 10일 병설유치원 개원
- 1996년 3월 1일 보광초등학교로 개칭
- 1999년 3월 1일 백마초등학교, 화곡초등학교 분교장 편입
- 2001년 3월 1일 백마분교장 본교 통합
- 2013년 3월 1일 화곡분교장 본교 통합
- 2018년 3월 1일 제35대 이용표 교장선생님 취임
- 2019년 1월 4일 제79회 졸업식(총 졸업생 수 4,194명)
- 2019년 3월 1일 7학급 편성(특수학급 1개 학급 포함), 유치원 1학급 편성

## 참고 자료
- 보광초등학교 - 한국교육학술정보원 학교알리미